# Wolfgang Liptow
Wolfgang Liptow (* 26. Oktober 1947) ist ein ehemaliger deutscher Fußballspieler. 1971/72 spielte er für die BSG Chemie Leipzig in der zweitklassigen DDR-Liga.

## Sportliche Laufbahn
Bis 1971 spielte Wolfgang Liptow für die Sportgemeinschaft der Leipziger Verkehrsbetriebe, zuletzt in der viertklassigen Bezirksklasse Leipzig. Zur Saison 1971/72 wechselte er zum Oberliga-Absteiger Chemie Leipzig. Dort gehörte er in der DDR-Liga-Hinrunde als Mittelfeldspieler zum Stammkader, während er in der Rückrunde nur noch Ersatzspieler war. Die BSG Chemie beendete die die Ligasaison als Staffelsieger und nahm an der Aufstiegsrunde zur Oberliga teil, die schließlich zum Wiederaufstieg führte. In den acht Aufstiegsspielen wurde Liptow wieder regelmäßig in allen acht Begegnungen eingesetzt, in denen er auch einmal zum Torerfolg kam. Zur Oberligasaison 1972/73 wurde Wolfgang Liptow zwar im Oberligakader von Chemie Leipzig benannt, kam aber nie zum Einsatz.
Stattdessen spielte er in dieser Saison für den drittklassigen Bezirksligisten BSG Rotation 1950 Leipzig, mit dem er 1973 Bezirksmeister wurde und in die DDR-Liga aufstieg. In der DDR-Liga-Spielzeit 1973/74 bestritt Liptow für die BSG Rotation als einziger Spieler alle 22 Punktspiele und wurde mit zehn Treffern Torschützenkönig seiner Mannschaft. Am Saisonende musste Rotation wieder aus der DDR-Liga absteigen. Bis 1977 spielte Liptow mit Rotation in der Bezirksliga, danach stieg die Mannschaft in die Bezirksklasse ab. 
Den Abstieg nahm Liptow zum Anlass, zur BSG Baukombinat Leipzig zu wechseln. Diese war in der abgelaufenen Saison in die Bezirksklasse aufgestiegen, und Liptow verhalf ihr 1977/78 zum Durchmarsch in die Bezirksliga. Dort beendete Liptow später seine Laufbahn als Fußballspieler. 